# NGC 283
NGC 283 (ook wel PGC 3124, MCG -2-3-31, NPM1G -13.0034 of IRAS00507-1326) is een spiraalvormig sterrenstelsel in het sterrenbeeld Walvis. NGC 283 staat op ongeveer 473 miljoen lichtjaar van de Aarde.
NGC 283 werd in 1886 ontdekt door de Amerikaanse astronoom Francis Preserved Leavenworth.